# NGC 3970
NGC 3970 је лентикуларна галаксија у сазвежђу Пехар која се налази на NGC листи објеката дубоког неба.
Деклинација објекта је - 12° 3' 41" а ректасцензија 11h 55m 28,1s. Привидна величина (магнитуда) објекта NGC 3970 износи 13,5 а фотографска магнитуда 14,5. NGC 3970 је још познат и под ознакама MCG -2-30-41, PGC 37425.